# Tabonibara
Tabonibara é uma ilha do Kiribati, sendo uma subdivisão de Tarawa.